# Pängnjŏngdo

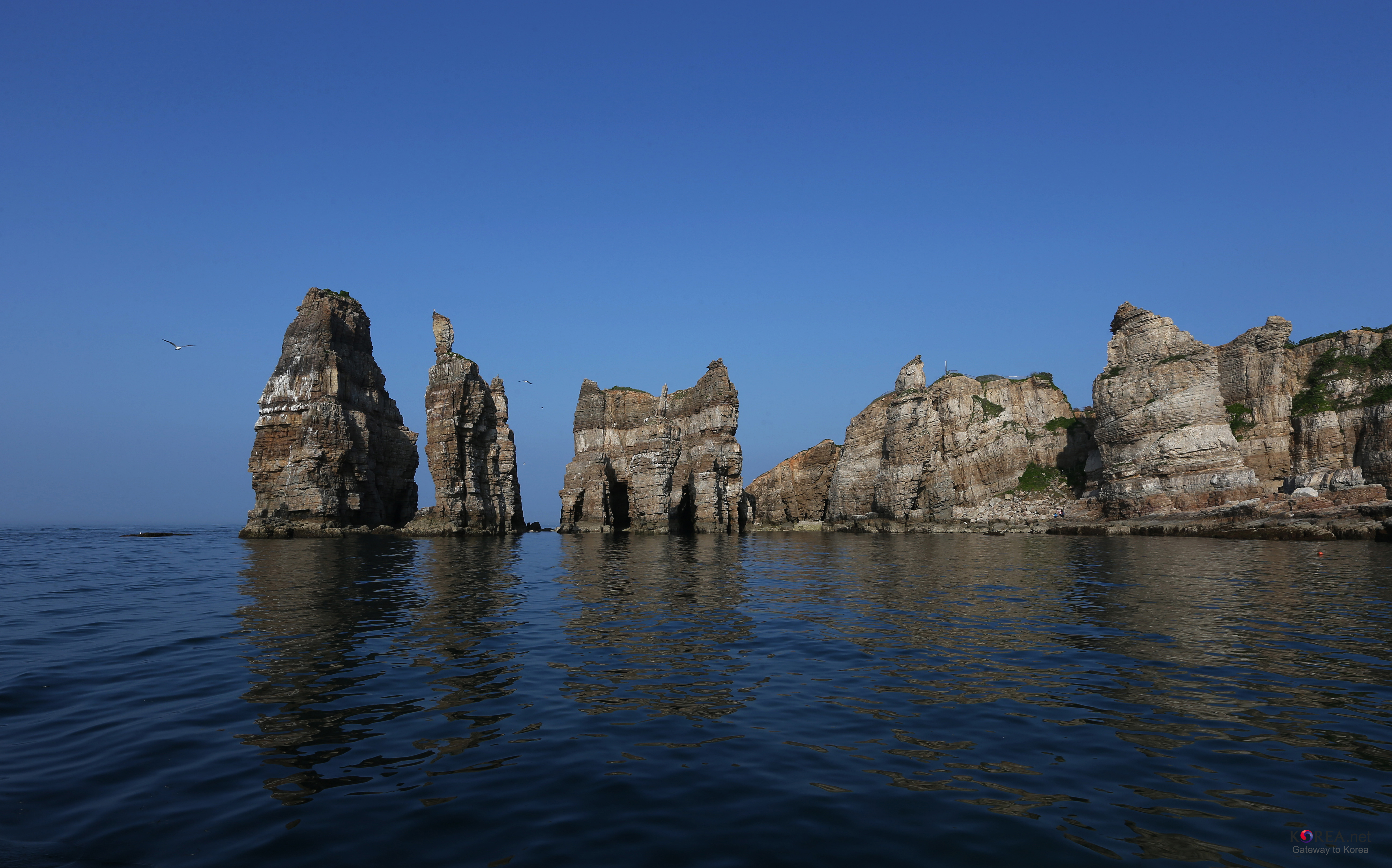
Skály Dumužin

Pängnjŏngdo (korejsky 백령도) je jihokorejský ostrov ve Žlutém moři, nacházející se asi 14 kilometrů od severokorejských břehů. Za jasných dnů je možné na severokorejský břeh z tohoto ostrova dohlédnout. Jihokorejská pevnina je vzdušnou čarou vzdálena přes 140 kilometrů. Ostrov je přibližně 8,5 kilometrů dlouhý a 12,5 kilometrů široký. Dohromady zabírá plochu 45,8 km2. Nachází se na něm nejzápadnější bod Jižní Koreje. Sousedními ostrovy jsou Daečcheongdo a Sočcheongdo. S jihokorejským přístavem Inčchon ostrov spojuje trajekt.
Ostrov je pro Jižní Koreu velmi důležitý vojensky. Počet obyvatel se pohybuje okolo 4000. Administrativně ostrov náleží k okresu Ongdžin, který je součást města Inčchon.

## Původ názvu
Jméno Pängnjŏngdo v překladu znamená ostrov bílého křídla, protože jeho tvar připomíná ibisa s roztaženými křídly.

## Historie
Na Pängnjŏngdu je už od 19. století rozšířeno křesťanství. Považuje se proto za jednu z kolébek korejského křesťanství.
Na ostrově se nacházela japonské základna užívaná v časech rusko-japonské války, která probíhala v letech 1904–1905.
Ostrov byl důležitý během bojů Korejské války, nacházelo se zde vojenské letiště. Po podepsání Dohody o neútočení na Korejském poloostrově bylo dohodnuto, že ostrov připadne Jižní Koreji a to i přesto, že leží u severokorejských břehů.
V roce 2010 došlo nedaleko ostrova k menšímu střetu mezi jihokorejskými loděmi a severokorejskou armádou.

## Příroda
Oblast ostrova je bohatá na mnoho druhů oceánské fauny a ptáků. Žije zde například čínská volavka (Egretta eulophotes), což je ohrožený druh. Na plážích a skalách žijí také tuleni a nachází se zde tulení rezervace. Kvůli tuleňům se ve vodách okolo ostrova objevují i žraloci bílý. Dále v těchto vodách žijí sviňuchy.
V blízkosti pobřeží ostrova se nacházejí skalnaté ostrůvky zvané Dumužin.

## Turistický ruch
Ostrov není příliš navštěvovaný turisty, protože je poměrně těžko dostupný. Mezi pamětihodnosti patří již zmiňované skály Dumužin, pláže Sagot a Kongdol, místní kostel nebo síň křesťanské historie, což je muzeum mapující historii křesťanů v Koreji.